# Alaunplatz
Der Alaunplatz ist ein Platz im Dresdner Stadtteil Äußere Neustadt. Er liegt zwischen Kamenzer Straße und Tannenstraße sowie Bischofsweg. Der Alaunplatz ist über die namensgebende Alaunstraße mit dem Albertplatz verbunden und begrenzt das Kneipenviertel der Äußeren Neustadt im Norden. Die Linie 13 der Straßenbahn Dresden besitzt dort eine Haltestelle „Alaunplatz“.
Da der frühere Exerzierplatz der nahen Kasernenanlage Albertstadt mit Rasenflächen gestaltet und am Rand mit Sträuchern und Bäumen bepflanzt ist, wird der Alaunplatz auch als Alaunpark (kurz A-Park) bezeichnet.

## Geschichte

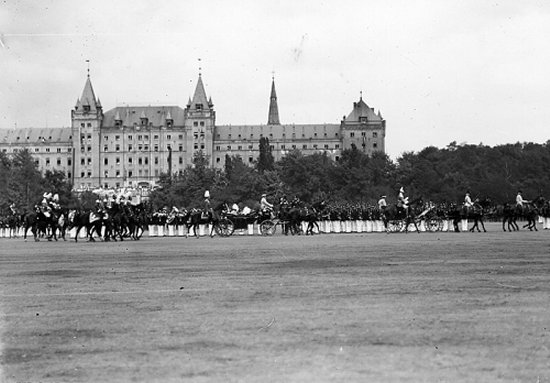
Schützenkaserne am Alaunplatz

Einer gezeichneten Wegekarte zufolge bestand an dem heutigen Ort des Alaunplatzes ein großer Weingarten. Infolge der Verwüstungen des Dreißigjährigen Krieges wurden die Anpflanzungen und Felder zerstört. Somit breitete sich eine baumlose Wüstung vom schwarzen Tor bis zum Prießnitzwald aus. Der Wald drang bis zum Bischofsweg vor. Daher wurde dieses Areal auch An der Dresdner Heide genannt. Im Jahr 1813 ließ Napoleon das Gelände mit Palisaden und Verhauen abriegeln und nutzte den Platz zum Exerzieren. Später diente er ebenfalls der Dresdner Garnisonen als Exerzierplatz. Nahe am Waldrand befand sich eine Hinrichtungsstätte. Die letzte Hinrichtung mit dem Schwert erfolgte im September 1852 und betraf eine Kindesmörderin. Bereits im Jahr 1765 verlegte der Oberberghauptmann Peter Nikolaus Freiherr von Gartenberg eine Alaunflusssiederei an. Gartenberg war dänischer Herkunft und ein Günstling des Grafen Heinrich von Brühl. Im Jahr 1862 erhielt der Platz die Benennung Alaunplatz. An der Nordseite des militärisch genutzten Platzes wurde im Frühjahr 1870 eine Kaserne für das 108. Königlich-Sächsische Schützenregiment „Prinz Georg“ errichtet. Der Bau war notwendig geworden, da das Regiment von Leipzig nach Dresden verlegt wurde. Der Kasernenbau am Alaunplatz war zeitlich vor dem Bau der Militäreinrichtungen in der nördlich liegenden Albertstadt.
Die Kaserne wurde 1945 zerstört und im Jahr 1954 abgetragen. Anlässlich des II. Pioniertreffens im August 1955 wurde der Platz dann in Platz der Thälmannpioniere umbenannt und 1960 als Grünanlage umgestaltet, die im Volksmund aber „Alaunpark“ genannt wurde. 1990 wurde er wieder in Alaunplatz zurück benannt. Am 25. April 2013 wurde der Alaunpark um das 14.400 Quadratmeter große Areal des westlich angrenzenden Gebiet erweitert, welches von der Roten Armee bis 1994 als Kasernenstandort genutzt wurde.

## Alaunstraße
Die Alaunstraße wurde 1765 als „Neue Straße“ angelegt. Bereits 1750 wurden an dieser Stelle Pulverhäuser errichtet, die jedoch 1764 in die Friedrichstadt verlegt wurden. Am äußeren Ende dieser Straße wurde 1765 eine Alaunflusssiederei errichtet. Nach dieser Siederei wurde die Straße ab dem Ende des 18. Jahrhunderts als „Alaungasse“ bezeichnet. 1862 wurde sie in „Alaunstraße“ umbenannt.